# レキシントン (サウスカロライナ州)
レキシントン（英: Lexington）は、アメリカ合衆国サウスカロライナ州の町。レキシントン郡の郡庁所在地である。人口は2万3568人（2020年）。州都コロンビアに近い。

## 歴史
1735年、イギリス王ジョージ2世の植民地政府がサウスカロライナ植民地の高地田園部に11のタウンシップを設立し、入植を奨励した。これは低地海岸部のプランテーション地帯と、西部のインディアン部族との間に緩衝地帯を設ける意味合いもあった。このタウンシップにはサクセ・ゴータと名付けられたものがあり、トウモロコシ、小麦、タバコ、麻、亜麻を栽培し、蜜蝋を作り、家畜を育てて繁栄した。
アメリカ独立戦争の1781年11月16日、地域の近くでタラースプリングスの戦いが起きた。1785年、サクセ・ゴータはレキシントン郡となった。その名称はマサチューセッツ州で起きた独立戦争のレキシントン・コンコードの戦いを記念したものだった。初代の郡庁舎はグランビーに建てられたが、洪水が頻発したために1820年に郡庁舎を現在ある場所に移し、レキシントン・コートハウスの町ができた。町は1861年にレキシントン町として法人化された。
1865年、北軍が町の郡庁舎やその他多くの建物を破壊した。しかし、レコンストラクション時代後も土地の農業や製材業が経済を安定させた。コロンビアからオーガスタを結んだ鉄道や、1890年に建設された繊維工場のお蔭で町は成長した。
現在町にある多くのレンガ造りの建物は1894年と1916年に起きた大火の後に建設されたものである。
道路際に緊急車両が停止しているときは、車の運転者がレーンを変えることを求めるムーブオーバー法は、1994年1月28日にサウスカロライナ州の救急医療隊員であるジェイムズ・D・ガルシアが事故現場で追突されて負傷した後で、レキシントンで初めて執行された。サウスカロライナ州のこの法は1996年に成立し、さらに2002年に改訂された。
レキシントン町内を通るオーガスタ・ハイウェイにあるマーフィー・イクスプレス・ガソリンスタンドが、2013年9月18日に4億ドルが当たったパワーボール（宝くじ）を売った。この籤の賞金はアメリカ合衆国の宝くじでも5番目に高額のものとなった.。
2013年11月5日、当時現職だったレキシントン町長のランディ・ハーフケアが再選を求めた選挙で、町政委員のスティーブ・マクドウガルに僅か18票差で敗れた。票の数え直しが行われたが、結果は変わらなかった。
レキシントン町内では以下の建造物がアメリカ合衆国国家歴史登録財に指定されている。
- バレンタイン・シーリー邸
- 西カロライナ銀行
- W・Q・M・バーリー邸
- ウィリアム・バーリー邸
- レミュエル・ブーザー邸
- C・E・コーリー邸
- フォックス邸
- グンター・サマーズ邸
- ジェイムズ・ハーマン・ビル
- アーネスト・L・ヘイゼリアス邸
- ジョン・ソロモン・ヘンドリックス邸
- ジョン・ジェイコブ・ハイト農園
- ホーム国定銀行
- レキシントン郡庁舎
- ヘンリー・リブランド農園
- ヘンリー・A・ミーツ少佐邸
- 旧ベイツバーグ・リーズビル高校
- チャールトン・ラウチ邸
- デイビッド・ロール邸
- シモンズ・ハース邸
- ジェイムズ・スチュワート邸
- バスタイン・ウェッシンジャー邸

## 地理

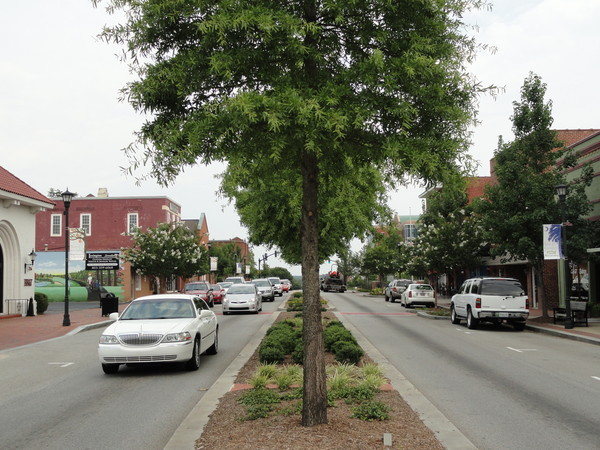
レキシントンのメインストリート

レキシントン町は北緯33度58分52秒 西経81度13分51秒 / 北緯33.98111度 西経81.23083度 (33.980975, -81.230839)に位置している。
アメリカ合衆国国勢調査局に拠れば、町域全面積は8.8平方マイル (23 km2)であり、このうち陸地8.7平方マイル (23 km2)、水域は0.1平方マイル (0.26 km2)で水域率は1.73%である。
レキシントンはサウスカロライナ州の州都であり最大の都市であるコロンビアから19 kmの位置にある。

## 気候
レキシントンで記録された過去最低気温は1899年2月の-2°F (-19 ℃) である。過去最高気温は2012年6月に記録された109°F (43 ℃) だった。例年、7月が最も降水量が多い。平均年間降水量は48インチ (1,219 mm) である。降雪量は2インチ (5 cm) である。
| コロンビア（コロンビア空港、1981年から2010年の平均）の気候 | コロンビア（コロンビア空港、1981年から2010年の平均）の気候 | コロンビア（コロンビア空港、1981年から2010年の平均）の気候 | コロンビア（コロンビア空港、1981年から2010年の平均）の気候 | コロンビア（コロンビア空港、1981年から2010年の平均）の気候 | コロンビア（コロンビア空港、1981年から2010年の平均）の気候 | コロンビア（コロンビア空港、1981年から2010年の平均）の気候 | コロンビア（コロンビア空港、1981年から2010年の平均）の気候 | コロンビア（コロンビア空港、1981年から2010年の平均）の気候 | コロンビア（コロンビア空港、1981年から2010年の平均）の気候 | コロンビア（コロンビア空港、1981年から2010年の平均）の気候 | コロンビア（コロンビア空港、1981年から2010年の平均）の気候 | コロンビア（コロンビア空港、1981年から2010年の平均）の気候 | コロンビア（コロンビア空港、1981年から2010年の平均）の気候 |
| 月                                                         | 1月                                                        | 2月                                                        | 3月                                                        | 4月                                                        | 5月                                                        | 6月                                                        | 7月                                                        | 8月                                                        | 9月                                                        | 10月                                                       | 11月                                                       | 12月                                                       | 年                                                         |
| ---------------------------------------------------------- | ---------------------------------------------------------- | ---------------------------------------------------------- | ---------------------------------------------------------- | ---------------------------------------------------------- | ---------------------------------------------------------- | ---------------------------------------------------------- | ---------------------------------------------------------- | ---------------------------------------------------------- | ---------------------------------------------------------- | ---------------------------------------------------------- | ---------------------------------------------------------- | ---------------------------------------------------------- | ---------------------------------------------------------- |
| 最高気温記録 °F （°C）                                     | 84 (29)                                                    | 84 (29)                                                    | 93 (34)                                                    | 96 (36)                                                    | 101 (38)                                                   | 107 (42)                                                   | 109 (43)                                                   | 107 (42)                                                   | 106 (41)                                                   | 101 (38)                                                   | 90 (32)                                                    | 83 (28)                                                    | 109 (43)                                                   |
| 平均最高気温 °F （°C）                                     | 56.0 (13.3)                                                | 61 (16)                                                    | 68 (20)                                                    | 76 (24)                                                    | 84 (29)                                                    | 90 (32)                                                    | 93 (34)                                                    | 91 (33)                                                    | 85 (29)                                                    | 76 (24)                                                    | 67 (19)                                                    | 58 (14)                                                    | 75 (24)                                                    |
| 平均最低気温 °F （°C）                                     | 34 (1)                                                     | 37 (3)                                                     | 43 (6)                                                     | 50 (10)                                                    | 60 (16)                                                    | 68 (20)                                                    | 72 (22)                                                    | 71 (22)                                                    | 64 (18)                                                    | 52 (11)                                                    | 42 (6)                                                     | 35 (2)                                                     | 52 (11)                                                    |
| 最低気温記録 °F （°C）                                     | −1 (−18)                                                   | −2 (−19)                                                   | 4 (−16)                                                    | 26 (−3)                                                    | 34 (1)                                                     | 44 (7)                                                     | 54 (12)                                                    | 53 (12)                                                    | 40 (4)                                                     | 23 (−5)                                                    | 12 (−11)                                                   | 4 (−16)                                                    | −2 (−19)                                                   |
| 降水量 inch （mm）                                         | 3.58 (90.9)                                                | 3.74 (95)                                                  | 3.73 (94.7)                                                | 2.62 (66.5)                                                | 2.97 (75.4)                                                | 4.69 (119.1)                                               | 5.46 (138.7)                                               | 5.26 (133.6)                                               | 3.54 (89.9)                                                | 3.17 (80.5)                                                | 2.74 (69.6)                                                | 3.22 (81.8)                                                | 44.56 (1,131.8)                                            |
| 降雪量 inch （cm）                                         | 1.0 (2.5)                                                  | 0.8 (2)                                                    | 0.1 (0.3)                                                  | 0 (0)                                                      | 0 (0)                                                      | 0 (0)                                                      | 0 (0)                                                      | 0 (0)                                                      | 0 (0)                                                      | 0 (0)                                                      | 0 (0)                                                      | 0.1 (0.3)                                                  | 2.0 (5.1)                                                  |
| 平均降水日数 （≥0.01 in）                                  | 9.9                                                        | 9.1                                                        | 8.6                                                        | 8.0                                                        | 7.7                                                        | 10.5                                                       | 11.8                                                       | 10.5                                                       | 7.3                                                        | 7.0                                                        | 7.3                                                        | 9.0                                                        | 106.8                                                      |
| 平均降雪日数 （≥0.1 in）                                   | 0.5                                                        | 0.3                                                        | 0.1                                                        | 0                                                          | 0                                                          | 0                                                          | 0                                                          | 0                                                          | 0                                                          | 0                                                          | 0                                                          | 0.1                                                        | 1.0                                                        |
| 平均月間日照時間                                           | 173.6                                                      | 183.6                                                      | 238.7                                                      | 270.0                                                      | 291.4                                                      | 279.0                                                      | 285.2                                                      | 263.5                                                      | 240.0                                                      | 235.6                                                      | 195.0                                                      | 173.6                                                      | 2,829.2                                                    |
| 出典：NOAA (extremes 1887–present),                        |                                                            |                                                            |                                                            |                                                            |                                                            |                                                            |                                                            |                                                            |                                                            |                                                            |                                                            |                                                            |                                                            |

## 経済

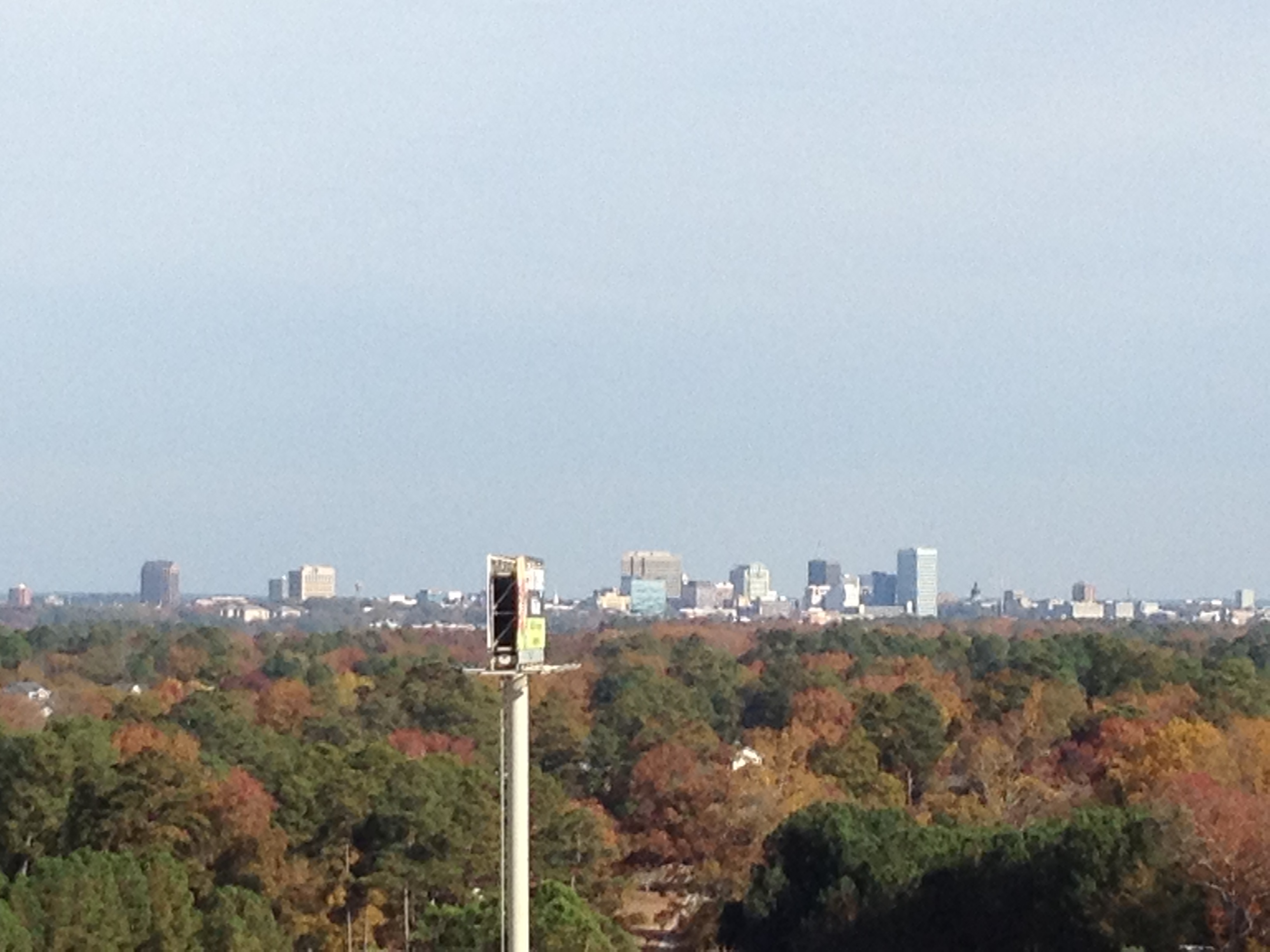
州都コロンビア遠望

### 主要雇用主
レキシントン町のの2011年包括的財務報告書に拠れば、郡内の主要雇用主は次の通りである。
| 順位 | 雇用主                          | 従業員数 |
| ---- | ------------------------------- | -------- |
| 1    | レキシントン郡                  | 813      |
| 2    | レキシントン郡教育学区第1       | 487      |
| 3    | ウォルマート                    | 353      |
| 4    | ターゲット                      | 149      |
| 5    | ロウズ                          | 140      |
| 6    | レキシントン町                  | 133      |
| 7    | コールズ                        | 118      |
| 8    | フード・ライオン                | 88       |
| 9    | ホンダ カーズ・オブ・コロンビア |          |
| 10   | Kマート                         | 75       |

## 交通
セントラル・ミッドランズ・リージョナル交通局がレキシントン町内に入るバス便を運行しており、町内にはバス停が2か所ある。

### 道路と高規格道路

#### 州間高速道路
- 州間高速道路26号線は、町を北西から南東に横切り、コロンビア地域と州内の他の主要拠点とを結んでいる。州内北西部にはグリーンビルとスパータンバーグの都市圏があり、南東部にはチャールストンの都市圏がある。
- 州間高速道路20号線は、町内を西から東に横切り、西はジョージア州のアトランタとオーガスタ、東はフローレンスとを繋いでいる。近在の郊外町であるペリオン、レキシントン、ウェストコロンビア、サンドヒル、ポンティアック、エルジンを通る。マートルビーチに向かう時もこの道を通るが、東の終端はフローレンスである。

#### アメリカ国道
- アメリカ国道1号線
- アメリカ国道378号線

#### サウスカロライナ州道
- サウスカロライナ州道6号線
- サウスカロライナ州道602号線

### 交通量
レキシントンの町が急速に成長を続けているので、道路は増加した交通量をまかなえないようになっている。レキシントン町政委員会は2005年4月に「統合交通改良計画」を承認し、州と連邦政府の予算計1,450万ドルの支援を受けることになった。

## 観光地

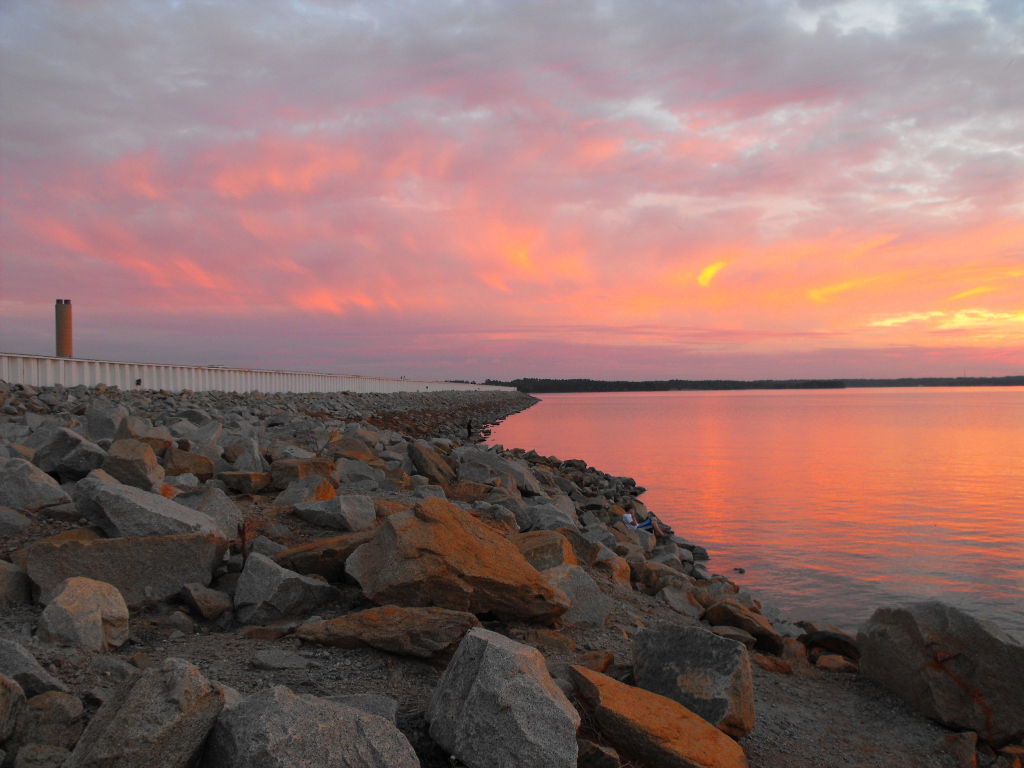
マレイ湖ダム

レキシントンの少し北にサウスカロライナ州でも主要な湖の1つであるマレイ湖がある。この湖水は長さ2.7 kmあるダムで保持されており、その上を車でも自転車でも、また走ったり歩いたりもできる。このサルーダ・ダム、別名マレイ湖ダムは周辺地域に電力を供給し、サウスカロライナ州ミッドランズの印になっている。このダムのレキシントンの側には夏の間に開かれる水泳の場所もある。

## 人口動態
以下は2010年国勢調査による人口統計データである。
| 基礎データ - 人口: 17,870 人 - 世帯数: 8,101 世帯 - 家族数: 2,558 家族 - 人口密度: 665.7人/km2（1,724.4 人/mi2） - 住居数: 8,101軒 - 住居密度: 273.6軒/km2（708.7 軒/mi2） 人種別人口構成 - 白人: 83.88% - アフリカン・アメリカン: 12.48% - ネイティブ・アメリカン: 0.18% - アジア人: 2.05% - 太平洋諸島系: 0.03% - その他の人種: 0.67% - 混血: 0.70% - ヒスパニック・ラテン系: 1.91% 年齢別人口構成 - 18歳未満: 27.1% - 18-24歳: 7.5% - 25-44歳: 39.6% - 45-64歳: 18.3% - 65歳以上: 7.5% - 年齢の中央値: 33歳 - 性比（女性100人あたり男性の人口） - 総人口: 97.6 - 18歳以上: 96.3 | 世帯と家族（対世帯数） - 18歳未満の子供がいる: 40.5% - 結婚・同居している夫婦: 55.9% - 未婚・離婚・死別女性が世帯主: 12.3% - 非家族世帯: 29.8% - 単身世帯: 24.9% - 65歳以上の老人1人暮らし: 7.5% - 平均構成人数 - 世帯: 2.51人 - 家族: 3.03人 収入と家計 - 収入の中央値 - 世帯: 53,865米ドル - 家族: 65,694米ドル - 性別 - 男性: 44,883米ドル - 女性: 29,020米ドル - 人口1人あたり収入: 23,416米ドル - 貧困線以下 - 対人口: 7.2% - 対家族数: 5.2% - 18歳未満: 7.3% - 65歳以上: 14.5% |

## 教育
以下のリストは所在地がレキシントンになっている公立学校である。
小学校:
- カロライナ・スプリングス小学校
- マレイ湖小学校
- レキシントン小学校
- ミッドウェイ小学校
- メドウグレン小学校
- ニュープロビデンス小学校
- オークグローブ小学校
- プレザントヒル小学校
- レッドバンク小学校
- サクセ・ゴータ小学校
- ロッキークリーク小学校
- ディアフィールド小学校

中学校:
- カロライナ・スプリングス中学校
- レキシントン中学校
- メドウグレン中学校
- プレザントヒル中学校

高校:
- レキシントン高校
- レキシントン工業センター
- リバーブラフ高校
- ホワイトノール高校

## 隣接する町と都市
レキシントン市を中心に半径24 km以内にある自治体は以下の通りである。
- スプリングデール町（東12 km）
- アイアモ町（北13 km）
- サウスコンガリー町（南東14 km）
- パインリッジ町（南東14 km）
- ケイシー市（東15 km）
- ウェストコロンビア市（東15 km）
- コロンビア市（東19 km）
- サミット町（西19 km）
- ギルバート町（西20 km）
- チャピン町（北西23 km）

## 著名な出身者
- ニッキー・ヘイリー（1972年 - ）、サウスカロライナ州知事、インド系アメリカ人としては初めて州議会議員になった。共和党員